# 夾谷
夾谷（きょうこく）は、中国の古い地名、または漢姓のひとつ。

## 地名
紀元前500年に斉の景公と魯の定公が会合を行った「夾谷の会」でその名が知られる。『春秋左氏伝』ではその地を「祝其」と書く。現在のどこにあたるかははっきりしないが、顧炎武によれば現在の山東省の萊蕪または淄川にあたる。
『春秋左氏伝』定公十年、『史記』孔子世家、『孔子家語』相魯などに記すところによると、この会合において斉側は萊の夷狄に武器を持たせて魯を脅したが、定公側の代表である孔子がこれにひるまず、結局斉は魯に奪った土地を返したという。

## 姓
夾谷（きょうこく）は漢姓のひとつ。『百家姓』の455番目。
女真の姓であり、『金史』および『元史』に夾谷姓の多くの人名が見える。
現在ではきわめてまれな姓である。